# بخش سانزبری (مونرو، اوهایو)
بخش سانزبری (به انگلیسی: Sunsbury Township) یک منطقهٔ مسکونی در ایالات متحده آمریکا است که در شهرستان مونرو، اوهایو واقع شده‌است.
 بخش سانزبری ۷۳٫۶ کیلومتر مربع مساحت و ۱٬۳۲۵ نفر جمعیت دارد و ۳۶۶ متر بالاتر از سطح دریا واقع شده‌است.